# 70 mm armata batalionowa Typ 92
Armata batalionowa Typ 92 (w terminologii angielskiej 70-mm Battalion Gun Type 92) – japońska armata piechoty kalibru 70 milimetrów używana w okresie II wojny światowej. Każdy batalion piechoty wyposażony był w dwie armaty tego typu z czego wywodzi się jej japońska nazwa: „daitai-hō” – armata batalionowa. Jedna z najbardziej udanych broni tego typu, używana na poziomie batalionu do bezpośredniego wsparcia piechoty oraz ognia nękającego.

## Opis
Pomimo raczej archaicznego wyglądu była to nowoczesna i udana broń. Wyposażone w stalowe, niepneumatyczne koła, działo było przystosowane do trakcji konnej lub mulej, choć podobnie jak w przypadku większości artylerii japońskiej miało ono bardzo dużo różnego typu uchwytów czy otworów i często było przetaczane lub przenoszone ręcznie.
Maksymalny zasięg armaty wynosił niewiele ponad 2700 metrów, a zasięg praktyczny około 1400 metrów. Typ 92 wyposażony był w bardzo prosty układ celowniczy i haubice te były zazwyczaj używane do prowadzenia ognia bezpośredniego. Połączenie typowego dla haubic dużego maksymalnego podniesienia lufy (+50°) i używanie amunicji składanej pozwoliło na osiągnięcie bardzo małej odległości minimalnej, na którą można było strzelać z tej broni. Często była ona używana jako moździerz do strzelania na odległość około 100 metrów.
Armaty piechoty Typ 92 używane były często do prowadzenia ognia nękającego w nocy. Obsługujący każdą armatę dziesięcioosobowy oddział żołnierzy oddawał kilka strzałów w kierunku pozycji amerykańskich i szybko ręcznie przenosił armatę na nowe stanowisko w celu oddania następnych strzałów. W czasie wojny na Pacyfiku jedna armata tego typu potrafiła postawić na nogi i nie pozwalać zasnąć dużym zgrupowaniom wojsk amerykańskich. Ponieważ armata była zazwyczaj przenoszona ręcznie, obsługiwał ją oddział składający się z 10 żołnierzy.

## Galeria

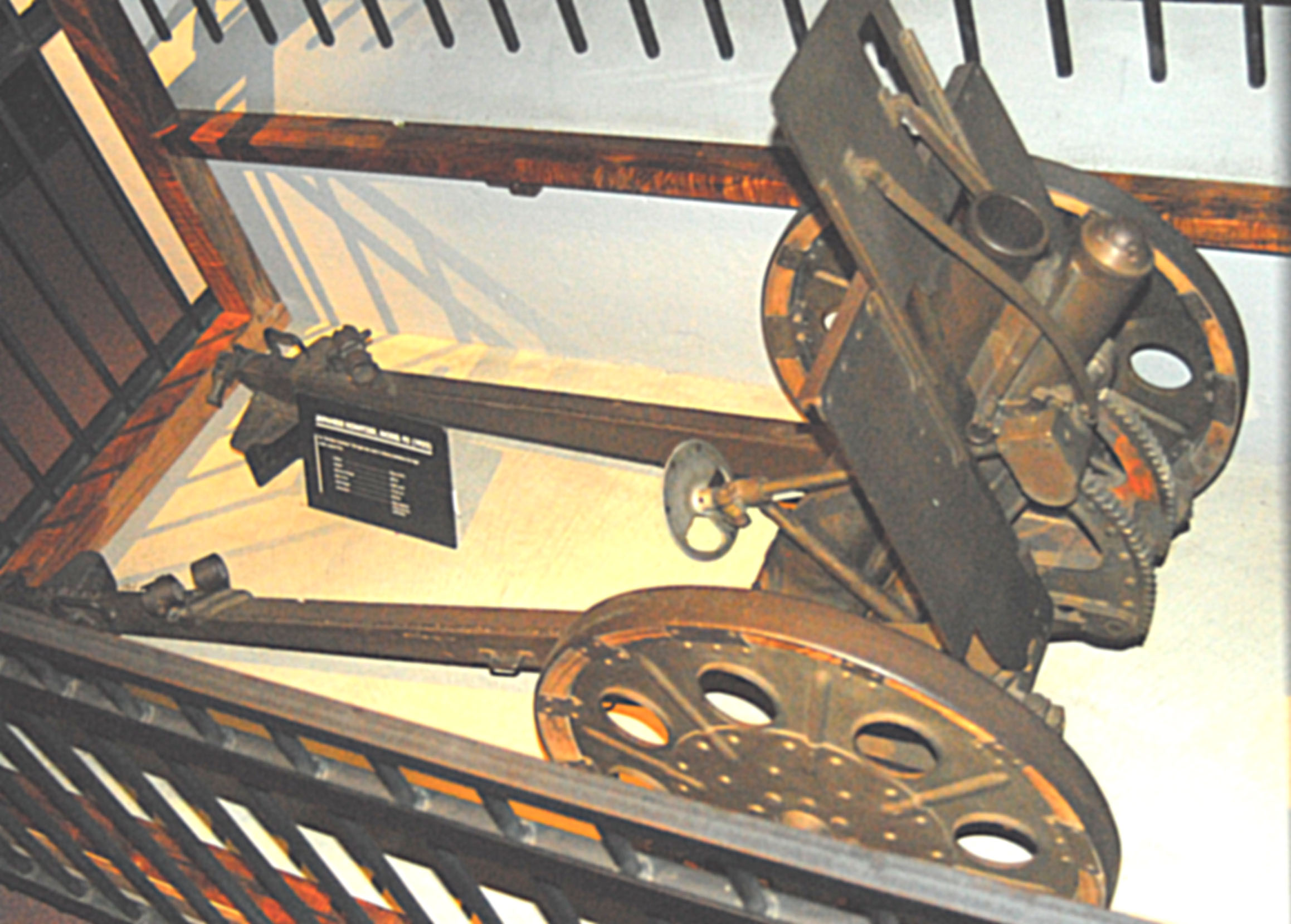
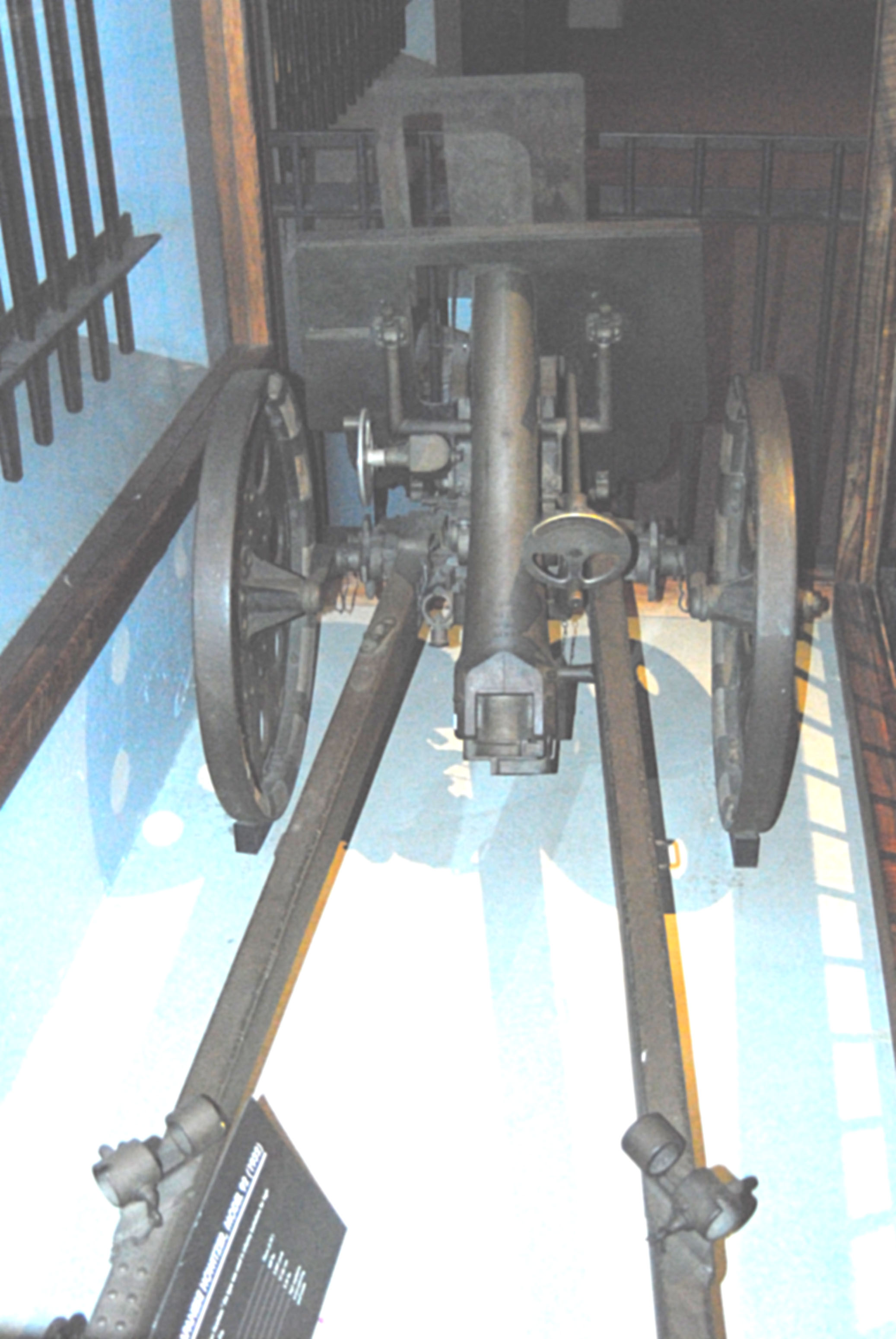
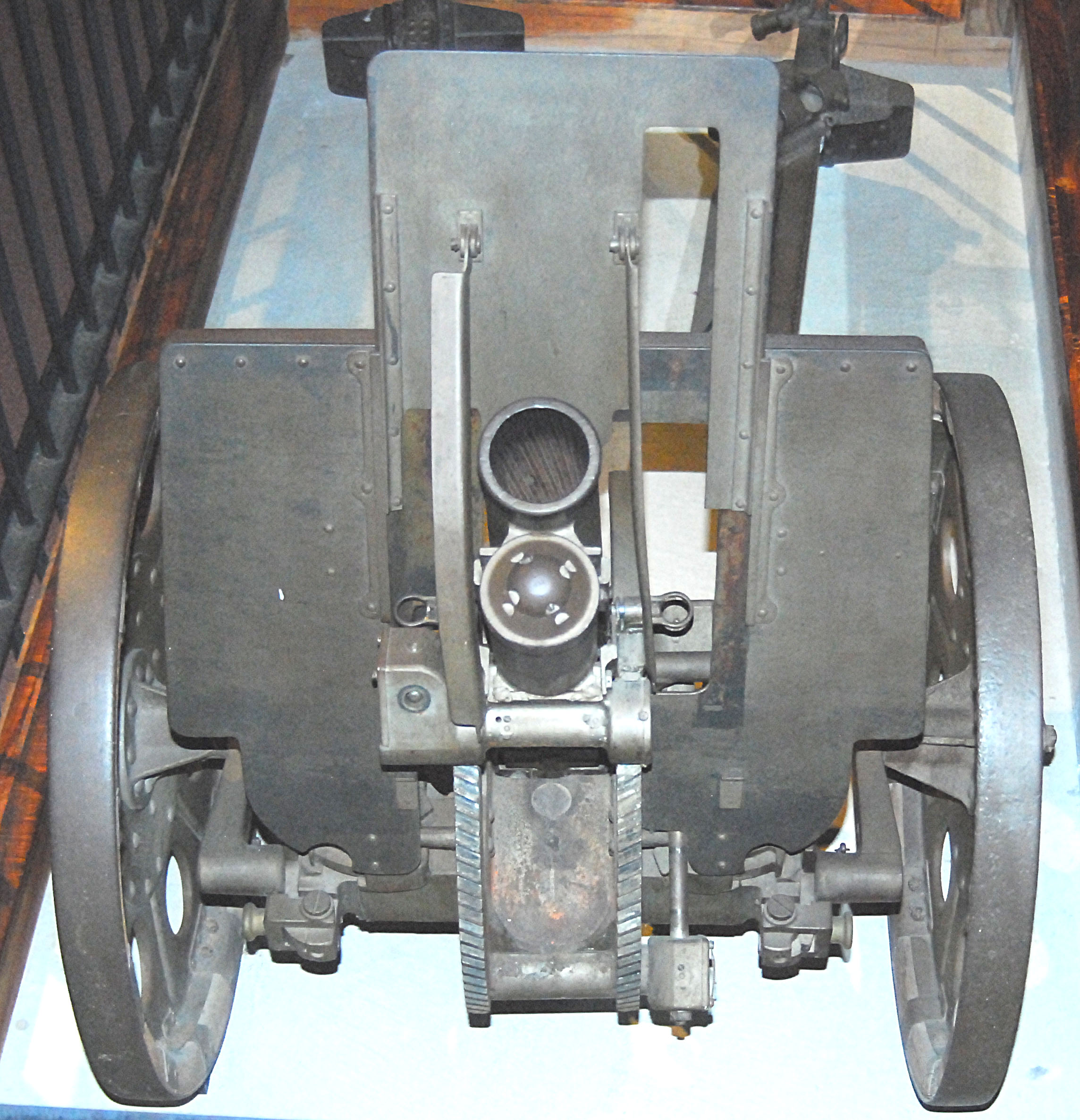
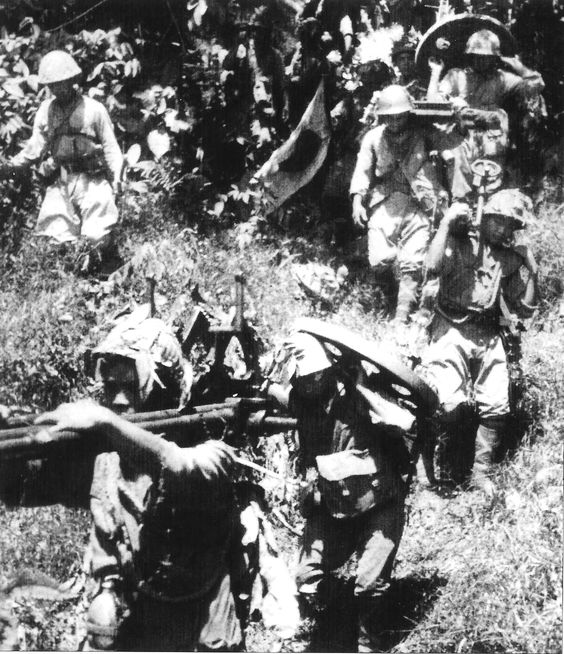
Armata Typ 92 przenoszona przez japońskich żołnierzy
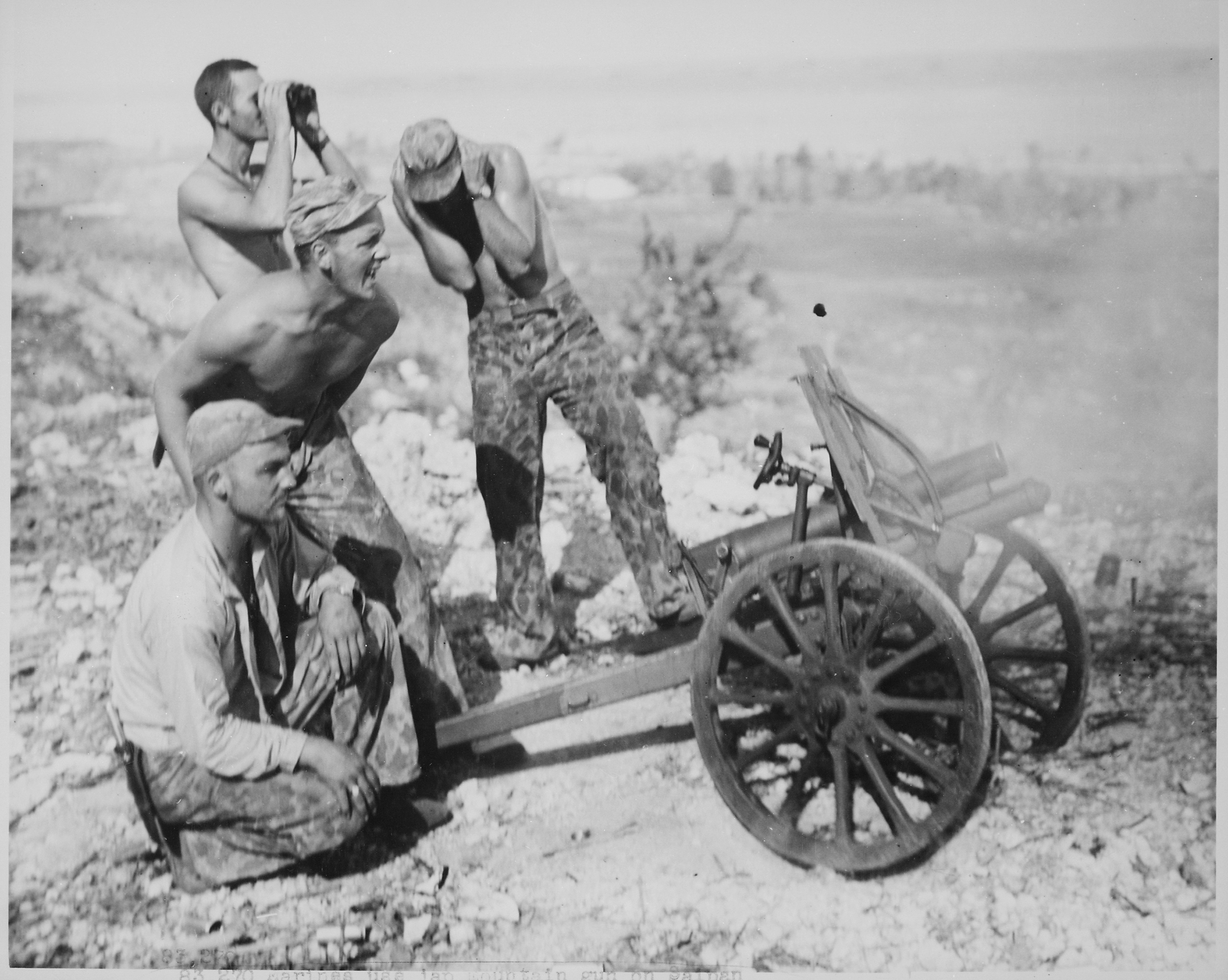
Amerykanie ze zdobyczną armatą Typ 92 na wyspie Saipan